# 쓰시마노미야역
쓰시마노미야역(일본어: 津島ノ宮駅 츠시마노미야에키[*])은 일본 가가와현 미토요시에 위치한 임시 철도역이다.
매년 8월 4일, 5일에만 영업한다.

## 타는 곳
곡선 단선 승강장이다.

## 역세권 정보
- 쓰시마 신사
- 세토 내해
- 가가와 현도 제21호선
- 가가와 현도 제221호선

## 역사
- 1915년 5월 7일: 영업 개시.

## 인접역
| 시코쿠 여객철도 ■ 요산 선   | 시코쿠 여객철도 ■ 요산 선 | 시코쿠 여객철도 ■ 요산 선 |
| --------------------------- | ------------------------- | ------------------------- |
| Y 13 가이간지 다카마쓰 방면 |                           | 다쿠마 Y 14 마쓰야마 방면 |